# Sarah Roy
Sarah Roy (Sydney, 27 februari 1986) is een Australische wielrenster die vanaf 2025 rijdt voor EF-Oatly-Cannondale.

## Carrière
Na een jaar bij het Nederlandse Futurumshop.nl en een jaar bij het Franse Vienne Futuroscope, reed ze sinds 2015 zeven jaar bij de Australische wielerploeg Orica-AIS en diens opvolger Mitchelton-Scott. In 2022 en 2023 reed ze voor het Duitse Canyon-SRAM en vanaf 2024 voor het Franse Cofidis.
Roy werd in 2014 nationaal criteriumkampioen en won etappes in de Holland Ladies Tour en The Women's Tour, haar eerste overwinning in de World Tour. In mei 2018 won ze de Belgische semiklassieker Gooik-Geraardsbergen-Gooik en in augustus 2019 won ze in Spanje de Clasica Femenina Navarra. In februari 2021 werd ze Australisch kampioen op de weg. In augustus 2022 werd ze derde in de wegrit tijdens de Gemenebestspelen 2022 in Birmingham. In september van dat jaar won ze met Georgia Baker, Alexandra Manly, Michael Matthews, Luke Durbridge en Luke Plapp brons in de gemengde ploegenestafette op het wereldkampioenschap in eigen land.
Sarah Roy dient niet verward te worden met de Amerikaanse economiste Sara Roy.

## Palmares

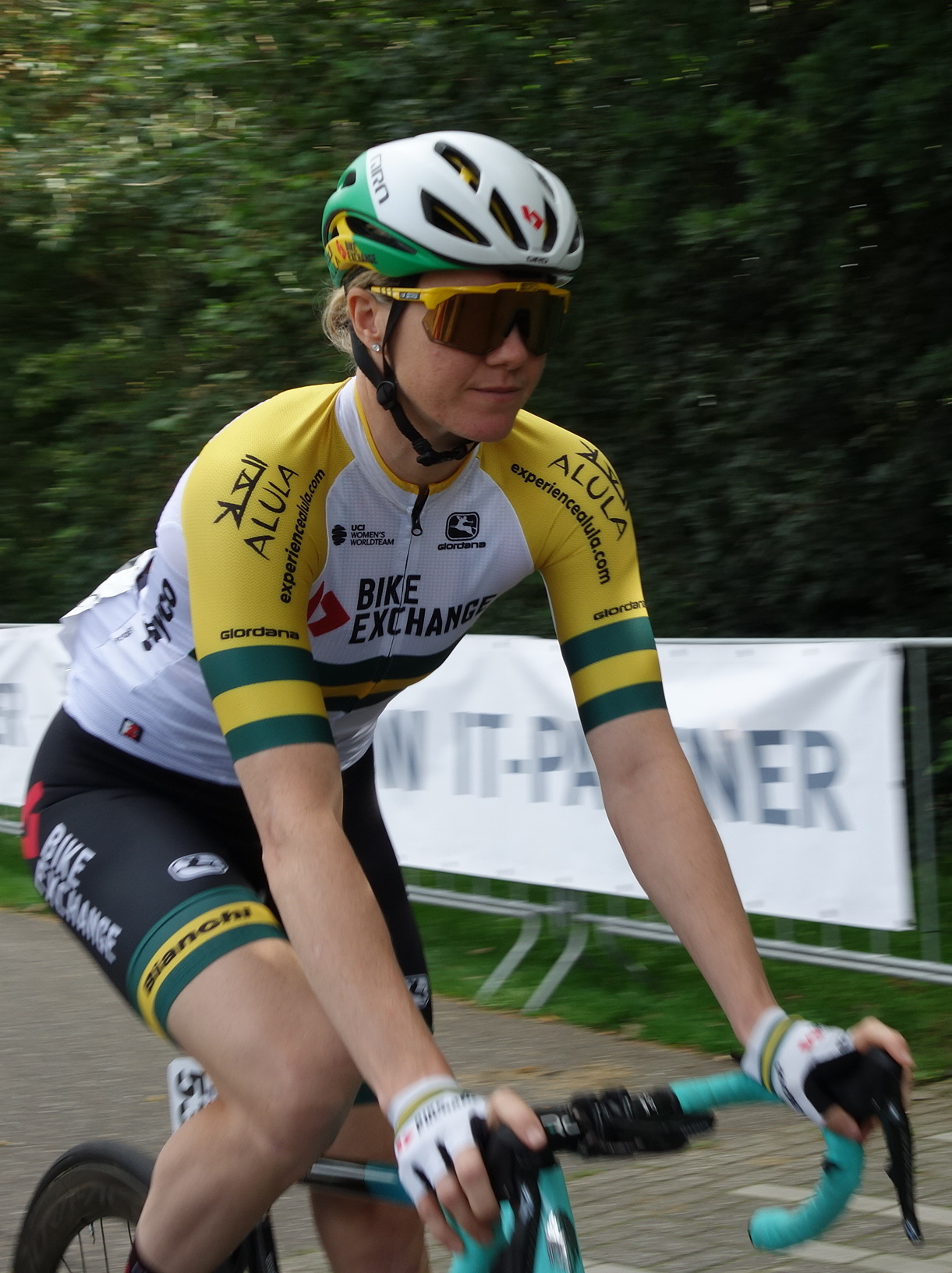
Sarah Roy als Australisch kampioene in de Simac Ladies Tour 2021

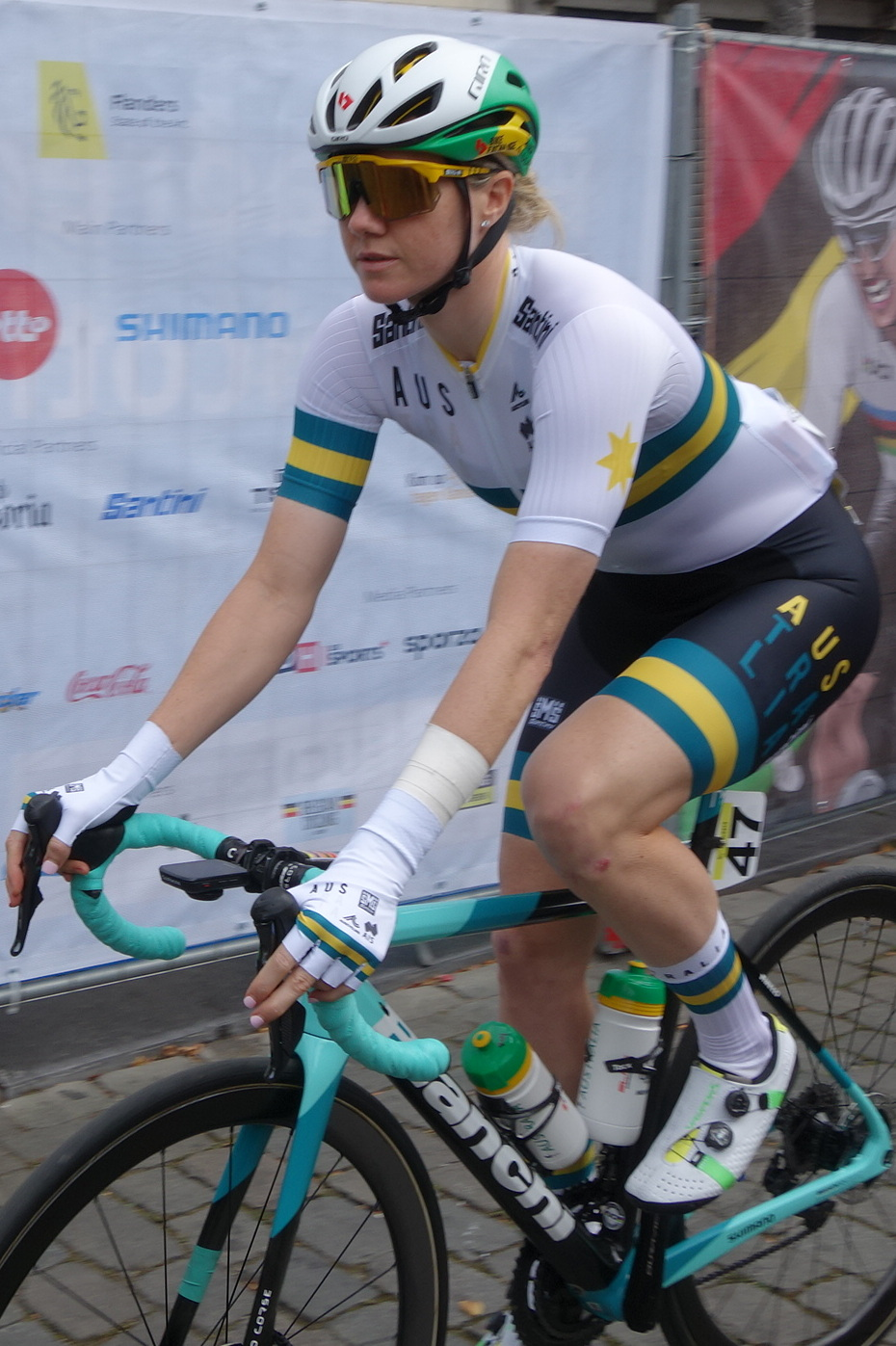
Sarah Roy bij de start van het WK 2021

2014
 Australisch criteriumkampioen
2016
4e etappe Holland Ladies Tour
2e in Keukens Van Lommel Ladies Classic
2e in proloog Route de France
3e in GP Cham-Hagendorn
2017
4e etappe OVO Women's Tour (WWT)
GP Cham-Hagendorn
3e in Omloop van het Hageland
3e in 1e etappe Ronde van Chongming
3e in GP de Plouay
2018
Gooik-Geraardsbergen-Gooik
3e etappe OVO Women's Tour (WWT)
2019
Clasica Femenina Navarra
2021
 Australisch kampioen op de weg, Elite
2022
 WK mixed team relay
 Gemenebestspelen, wegrit
2024
2e etappe Ronde van Bretagne

#### Resultaten in voornaamste wedstrijden
| Jaar | Ronde van Italië | Ronde van Frankrijk | Ronde van Spanje |
| ---- | ---------------- | ------------------- | ---------------- |
| 2013 |                  |                     |                  |
| 2014 |                  |                     |                  |
| 2015 |                  |                     |                  |
| 2016 |                  |                     |                  |
| 2017 |                  |                     |                  |
| 2018 |                  |                     |                  |
| 2019 |                  |                     |                  |
| 2020 |                  |                     |                  |
| 2021 |                  |                     |                  |
| 2022 |                  |                     |                  |
| 2023 |                  |                     |                  |
| 2024 |                  |                     |                  |
| 2025 | 63e              |                     |                  |

| Jaar | Gent-Wevelgem | Ronde van Vlaanderen | Parijs-Roubaix | Amstel Gold Race | Luik-Bast.‑Luik | Omloop van het Hageland | GP Cham-Hagendorn | Ronde van Drenthe |  | WK op de weg |
| ---- | ------------- | -------------------- | -------------- | ---------------- | --------------- | ----------------------- | ----------------- | ----------------- |  | ------------ |
| 2013 |               |                      |                |                  |                 |                         |                   |                   |  |              |
| 2014 |               | 37e                  |                |                  |                 | 37e                     |                   |                   |  |              |
| 2015 |               |                      |                |                  |                 |                         | 24e               |                   |  |              |
| 2016 | 14e           | 25e                  |                |                  |                 | 7e                      | Brons             | 11e               |  | 99e          |
| 2017 | 97e           | 80e                  |                | 51e              |                 | ↑                       | Goud              | 24e               |  | 19e          |
| 2018 | 57e           | 43e                  |                |                  |                 | 34e                     |                   | 38e               |  | opgave       |
| 2019 | 38e           | 33e                  |                |                  | 82e             | 20e                     |                   | 14e               |  |              |
| 2020 | 4e            | 5e                   |                |                  |                 | 16e                     |                   |                   |  | 68e          |
| 2021 | 8e            | 30e                  | 23e            |                  |                 |                         |                   | 13e               |  | 38e          |
| 2022 |               | 12e                  | 41e            |                  |                 |                         |                   | 10e               |  | 58e          |
| 2023 |               |                      |                |                  |                 |                         |                   | 33e               |  | opgave       |
| 2024 | 50e           | 61e                  | 69e            |                  |                 |                         |                   | 48e               |  |              |
| 2025 | 27e           | opgave               | 27e            |                  |                 |                         |                   |                   |  |              |

## Ploegen
- 2013 –  Futurumshop.nl
- 2014 –  Vienne Futuroscope
- 2015 –  Orica-AIS
- 2016 –  Orica-AIS
- 2017 –  Orica-Scott
- 2018 –  Mitchelton-Scott
- 2019 –  Mitchelton-Scott
- 2020 –  Mitchelton-Scott
- 2021 –  Team BikeExchange
- 2022 –  Canyon-SRAM
- 2023 –  Canyon-SRAM
- 2024 –  Cofidis
- 2025 –  EF-Oatly-Cannondale

Elvin · Garfoot · Gunnewijk · Hoskins · Johansson · Manly · McConville · Neylan · Roy · Scandolara · Spratt · Stewart · Williams
Allen · Crooks · Elvin · Garfoot · Manly · McConville · Neylan · Rowney · Roy · Spratt · Stewart · Van Vleuten · Wiles · Williams
Allen · Baker · Crooks · Elvin · Garfoot · Manly · Neylan · Rowney · Roy · Spratt · Van Vleuten · Williams
Allen · Crooks · D'Hoore · Elvin · Kennedy · Manly · Roy · Spratt · Van Vleuten · Williams
Allen · Brown · Elvin · Kennedy · Manly · Roy · Spratt · Tenniglo · Van Vleuten · Williams
Allen · Brown · Elvin · Ensing · Kennedy · Roberts · Roy · Spratt · Tenniglo · Van Vleuten · Williams
Allen · Brown · Campbell · Ensing · Fidanza · Kennedy · Roberts · Roy · Santesteban · Spratt · Tenniglo · Williams · Žigart
Amialiusik · Barnes · Bossuyt · Bradbury · Chabbey · Cromwell · Dygert · Harris · Harvey · Klein · Niewiadoma · Oudeman · Paladin · Rooijakkers · Roy
Bäckstedt (vanaf 1/9) · Bauernfeind · Bossuyt · Bradbury · Chabbey · Cromwell · van der Duin · Dygert · Niedermaier · Niewiadoma · Paladin · Rooijakkers · Roy · Skalniak-Sójka · Towers
Armitage (tot 1/4) · Berton · Borghesi · Cadzow · Christie · Emond · Ewers · Faulkner   · Henttala · Jackson · Kerbaol · Kessler · Kingma (vanaf 27/6) · Knaven · Roy · Rüegg · Vallieres · Volstad · van der Wolf